# CloudMe
O CloudMe é um serviço de armazenamento de arquivos operado pela CloudMe AB que oferece armazenamento em nuvem, sincronização de arquivos e software cliente. Possui uma pasta azul que aparece em todos os dispositivos com o mesmo conteúdo, todos os arquivos são sincronizados entre os dispositivos. O serviço CloudMe é oferecido com um modelo de negócios freemium e fornece conexão SSL criptografada com o Certificado de validação Avançada SSL. O CloudMe fornece software cliente para Microsoft Windows, macOS, Linux, Android, iOS, Google TV, Samsung Smart TV, Windows Storage Server para NAS e navegadores da web.
Como provedor de armazenamento de sincronização em nuvem, o CloudMe tem um forte foco no mercado europeu e se diferencia de outros provedores de armazenamento com recursos de mobilidade e mídia, como o suporte Samsung SmartTV.
Em 2012, a Novell anunciou o suporte ao serviço CloudMe em seu Dynamic File Services Suite. O Novosoft Handy Backup versão 7.3 também anunciou suporte ao CloudMe. O WinZip também está integrado ao CloudMe. Existem muitos aplicativos e softwares móveis de terceiros disponíveis para o CloudMe, muitos deles usando o suporte WebDAV do CloudMe.